# Goldbeck (Adelsgeschlecht)

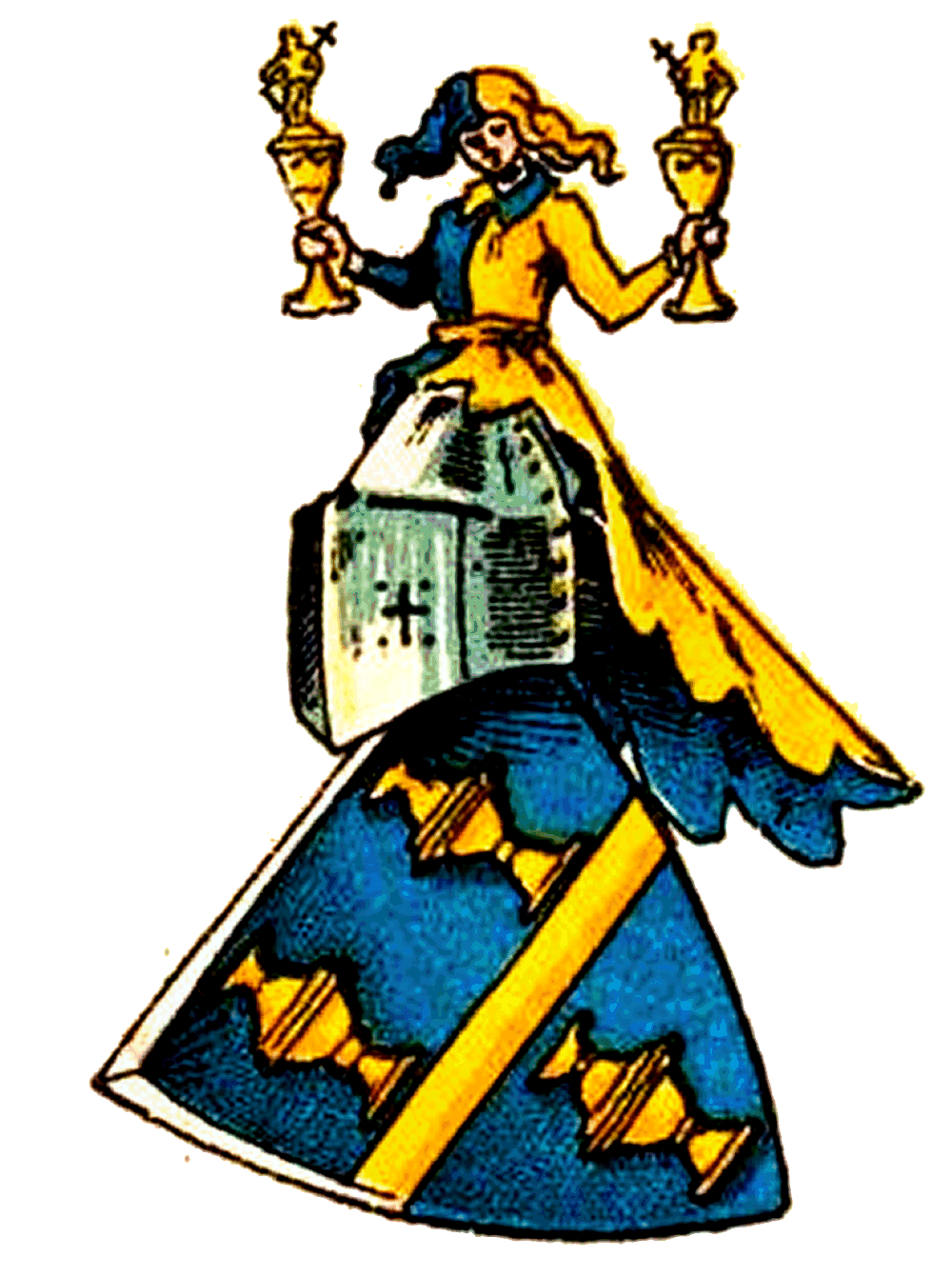
Wappen derer von Goldbeck

Goldbeck ist der Name eines deutschen altmärkischen Uradelsgeschlechtes.

## Geschichte
Der Ursprung des Adelsgeschlechtes der Goldbeck lag in der ersten Hälfte des 12. Jahrhunderts. In einer Schenkungsurkunde des Klosters Fulda aus dem Jahr 1137 wurde ein Christianus de Goltbeche erwähnt. Dessen Witwe schenkte als Gegenleistung für ihre Aufnahme dem Kloster ein in der Altmark gelegenes Landgut. Um 1180 verkaufte Borchard de Goltbeke dem Kloster Amelungsborn 20 Joch Land. Die Stammreihe des Geschlechts begann offiziell im Jahre 1274 mit Rudolf de Goltbeke, der an der Dosse in der Prignitz lebte. Sein Sohn Johannes wirkte 1309 als „Milites Castrenses“ beim Abschluss eines Vertrages zwischen dem Havelberger Bischof Arnold und der Stadt Wittstock (Dosse) mit. Stammburg des Geschlechts war die Burg Goldbeck. Eine Stiftungsurkunde von 1285 nannte Hermann, Gerardus und Henricus de Goltbeke.
Ende des 15. Jahrhunderts siedelte sich Heinrich Goldbeck in Werben (Elbe) an und begründete den Werbener Familienzweig. Er hatte fünf Söhne, von denen der jüngste Georg (1515–1577) nach Livland ging und dort Schlosshauptmann im Dienste des Livländischen Ritterordens wurde. Er begründete den Livländischen Familienast. Der bekannteste Vertreter des Werbener Zweiges ist Heinrich Goldbeck (1527–1579), der bei Martin Luther an der Wittenberger Leucorea studierte und später Geheimer Rat und Vicekanzler unter dem brandenburgischen Kurfürsten Joachim II. wurde. Kurzfristig waren Angehörige der Familie auch im burgundischen Bisanz ansässig, mussten aber aufgrund der Glaubenskriege die Stadt 1613 wieder verlassen. Dennoch sprach man von einer burgundischen Linie des Geschlechts.
Das Führen des Adelsprädikats „von“ war bei einigen Adelsgeschlechtern jahrhundertelang nicht üblich und wurde auch von der Familie Goldbeck meist nicht praktiziert. Im Jahr 1778 erhielten vier Brüder Goldbeck, darunter der spätere preußische Großkanzler Heinrich Julius von Goldbeck, auf ihren Antrag das Adelsprädikat bestätigt. Dies bedeutete die Anerkennung des uradeligen Ursprungs des Geschlechts. 1803 wurde Heinrich Julius von Goldbeck mit dem Schwarzen Adlerorden, dem höchsten preußischen Orden, ausgezeichnet. Der Schwarze Adlerorden war u. a. den königlichen Prinzen vorbehalten. So mussten Mitglieder des Ordens bis 1848 entweder von reichsfürstlicher Geburt sein oder ihre adelige Abstammung von mindestens acht adeligen Ahnen nachweisen.

## Wappen

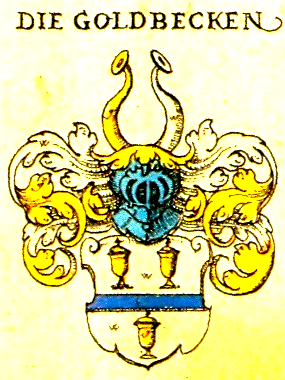
Wappen der Goldbeck nach Siebmacher

Für das Familienwappen gibt es verschiedene Varianten: eine Stendaler Variante mit einem Becher in der Helmzier und eine Werbener Variante, wo in der Helmzier eine Jungfrau zwei Becher in der Hand hält. Eine weitere Abart bildete Siebmacher 1605 (S. 172) im Abschnitt "Sächsische Herrn und Ritterschaft" ab. Die heutige Version zeigt einen von drei goldenen Deckelbechern begleiteten goldenen Balken auf blauem Grund. Auf dem Helm mit rechts blau-goldenen, links blau-silbernen Decken zwei Büffelhörner, das rechte von Gold und Blau, das linke von Blau und Silber geteilt. Die Farben variieren ebenso. Im Schild bei Dr. Heinrich Goldbeck (Seidel Bilderhandschrift, S. 91) war der Balken (Beke-Bach) noch nicht vorhanden.

## Persönlichkeiten
- Heinrich Goldbeck (* 1460 in Stendal; † 1525 in Werben), Ratsherr und Bürgermeister in Werben. Begründete den Werbener Familienast. Er war 1512 und 1525 oder 1529 Vorsteher des Heilig-Geist-Hospitals in Werben. Außerdem erhielt er Lütjen-Ballerstedt als Lehen der Familie von der Schulenburg.
- Heinrich Goldbeck, Dr. jur.; Kurfürstlich Brandenburgischer Geheimer Rat und Vizekanzler (* 21. Dezember 1527 in Werben a.d.Elbe; † 21. Dezember 1579 in Berlin). Nach dem Studium der Rechtswissenschaften an den Universitäten Wittenberg, Frankfurt (Oder) und Bologna (dort 1556 Promotion zum Dr. jur.), ernannte ihn der brandenburgische Kurfürst Joachim II. zum Hof- und Kammergerichtsrat und schließlich zum Geheimen Rat und Vizekanzler. In diesen Ämtern hat er sich vor allem in Grenzstreitigkeiten zwischen Brandenburg einerseits und Mecklenburg sowie Braunschweig-Lüneburg andererseits verdient gemacht (lit.: E. Wollesen in Beiträge zur Geschichte und zur Landes- und Volkskunde der Altmark, Bd. I, H. 1, S. 125 f. "Berühmte Werbener" und Bd. VI, S. 439 f. Dr. Heinrich Goldbeck und seine Vaterstadt Werben. Stendal 1931–1937; Geschichte der Familie von Goldbeck, herausgegeben 2002 von Dr. Hans-Georg v. Goldbeck).
- Andreas Goldbeck, Dr. jur.; Kurfürstl.sächs.Hof- und Regierungsrat. (* 25. Juli 1564 in Werben a. d. Elbe; † 25. Juli 1609 in Stötteritz bei Leipzig), studierte Rechtswissenschaft in Wittenberg, Heidelberg und Straßburg. Anschließend setzte er seine Studien in Frankreich und Italien fort. Am 24. März 1590 wurde er in Basel zur Dr. jur. promoviert. Nach seiner Rückkehr nach Deutschland war er zunächst am Kammergericht in Prag tätig, wechselte dann aber nach Leipzig, wo er 1594 Assessor am dortigen Schöppenstuhl wurde. 1608 ernannte ihn der sächs. Kurfürst Christian II. zum Hof- und Regierungsrat. Andreas Goldbeck machte sich in der Rechtslehre seiner Zeit einen Namen durch die Veröffentlichung einer 1607 in Leipzig erschienenen Schrift über die "Gerade" im sächsischen Recht (De Successione Geradae Saxonica Tractatus brevis & perspicuus). Sie wurde zu einer häufig zitierten Quelle für weitere Publikationen. (Lit.: Leichenpredigt Prof. Dr. Georg Weinreich im Stadtarchiv Braunschweig, Bd.2,1975; Karin Gottschalk, Haushalten und erben im frühneuzeitlichen Leipzig; Geschichte der Familie von Goldbeck, herausgegeben 2002 von Dr. Hans-Georg v. Goldbeck)
- Heinrich Julius von Goldbeck (1733–1818), preußischer Justizminister. Von König Friedrich Wilhelm II. am 7. Januar 1795 zum Großkanzler ernannt.
- Carl Friedrich von Goldbeck (1768–1867), Ritterschaftsdirektor, Gutsbesitzer des Rittergutes Haselhorst von 1844 bis 1859, nach ihm wurde 1954 der Goldbeckweg in Berlin-Haselhorst benannt.
- August von Goldbeck (1792–1864), preußischer Generalmajor

### Sekundärliteratur
- Leichenpredigt für Sabine Krappe, gehalten von Cornelius Becker Pastor an St. Nikolaus, Leipzig gedruckt 1602. Christliche Leichpredigt. Beschluß.
- Leichpredigten in der Bibliothek des Berlinischen Gymnasiums zum Grauen Kloster sowie in der Deutschen Zentralstelle für Genealogie
- Ludwig Goetze: Urkundliche Geschichte der Stadt Stendal, Franzen und Große, Stendal 1873.